# كلية مونماوث
كلية مونماوث هي كلية آداب ليبرالية في الولايات المتحدة، مدة الدراسة فيها أربع سنوات. تقع في مونماوث (إلينوي) في الولايات المتحدة. تضم الكلية حوالي 1300 طالب من حوالي 35 دولة يختار الطلاب المقررات التعليمية من بين 35 برنامجاً رئيسياً و30 برنامجاً فرعياً و16 برنامجاً مهنياً في منهج دراسي يتّسم بتخصصات رئيسية قوية وتسلسل تعليمي متكامل.

## التاريخ

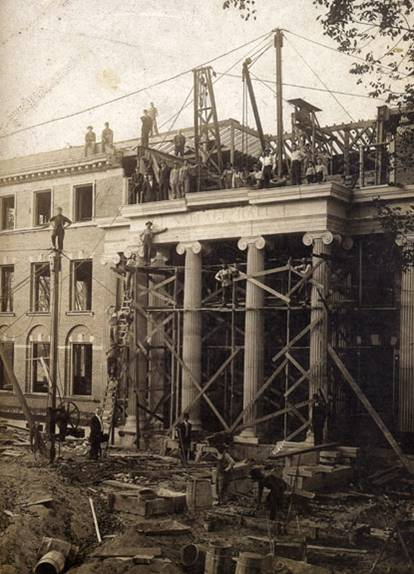
مبنى قاعة والاس في الكلية عام 1908

تأسست كلية مونماوث في 18 نيسان (أبريل) 1853، أسسها المجمع الكنسي الثاني في إلينويز. وتحتفل الكلية في هذا اليوم باعتباره «يوم الطالب»، إذ يتم إلغاء الحصص الدراسية ويتم الاحتفال ببعض التكريمات. تأسست الكلية باسم «أكاديمية مونماوث»، وأصبحت تعرف باسم «كلية مونماوث» بعد الحصول على ميثاق من المجلس التشريعي للولاية في 3 أيلول (سبتمبر) 1856. بقيت الكلية تابعة للكنيسة المشيخية وهي عضو في اتحاد كليات الغرب الأوسط الذي يضم مجموعة صغيرة من كليات الآداب الليبرالية الخاصة. يظهر شعار الكلية "Lux" («ضياء») في الختم الرسمي.
بنى أول رئيس للكلية وهو ديفي والاس كنيستين في ماساتشوستس قبل توليه رئاسة مونماوث